# Sideritis dasygnaphala
Sideritis dasygnaphala là một loài thực vật có hoa trong họ Hoa môi. Loài này được (Webb & Berthel.) Clos miêu tả khoa học đầu tiên năm 1861.